# Polygonia iota-album
Polygonia iota-album är en fjärilsart som beskrevs av Newnham. Polygonia iota-album ingår i släktet Polygonia och familjen praktfjärilar. Inga underarter finns listade i Catalogue of Life.